# Petrus Tudebodus
Petrus Tudebodus fue un religioso, cruzado y escritor nacido en Francia en el siglo XI.

## Biografía
Tudebodus fue un sacerdote nacido en el Sivrai, pequeña ciudad de la diócesis de Poitiers, y publicada la cruzada de Jerusalén, se incorporó en la expedición que partió para Tierra Santa en el año 1096, y se encontró en el sitio de Nicea (1097), en el sitio de Antioquía (1097-1098) y en el sitio de Jerusalén (1099).
Tudebodus, en esta predestinada empresa, se ocupó a escribir la historia de las Cruzadas, y tuvo que sobrevivir al menos algunos días después del 12 de agosto de 1099, pues finalizó su historia con la victoria que lograron los cruzados en este día contra los mahometanos.
La obra histórica que nos ha transmitido Tudebodus, tiene toda el talante de escrito fidedigno, veraz y sincero, y emerge de ella bien a las claras que su autor se había ubicado en el campo de los sucesos, y aún escrito a la vista de ellos; André Duchesne publicó una buena edición de esta obra en el tomo IV de los historiadores franceses Historiae Francorum scriptores, y Antoine Rivet de La Grange en su Histoire littéraire de la France, 1733-49, nueve primeros volúmenes, presenta en el tomo VIII un atrayente detalle tocante a la expresada obra.

## Obra
- Petri Tudebodi sacerdotis Sivracensis historia de Hierosolymitano itinere: ex codice membraneo, J. Besli Pictonis, 1641.